# Norman Robert Pogson
Norman Robert Pogson, angleški astronom, * 23. marec 1829, Nottingham, grofija Nottinghamshire, Anglija, † 23. junij 1891.

## Življenje in delo
Pogson je delal na observatorijih v Angliji in Indiji. Do leta 1847 je izračunal tira dveh kometov.
V letu 1850 je pokazal, da je povprečna zvezda z navideznim sijem 1m približno stokrat svetlejša od povprečne zvezde, z magnitudo 6m, ki je po Hiparhu še vidna s prostim očesom. Predlagal je, da bi določali navidezne sije zvezd tako, da bi stokratna razlika v siju pomenila natančno 5m razlike.
Leta 1851 je postal pomočnik na Observatoriju Radcliffe v Oxfordu, leta 1858 pa predstojnik Observatorijev Hartwell-Hall v Backinghamu.
Leta 1858 je podal Pogsonov fiziološki zakon:
{\displaystyle m-m_{o}=-{\sqrt[{5}]{100}}\log {\frac {j}{j_{o}}}\cong -2,512\log {\frac {j}{j_{o}}}\!\,.}
To pomeni, da je zvezda, ki ima enkrat manjši navidezni sij, dva in polkrat svetlejša. Njegov predlog so sprejeli. Z današnjimi natančnimi postopki lahko merimo desetine ali stotine magnitud. Tako ima Barnardova zvezda 9,57m, Sirij -1,58m in Sonce -26,91m.
Vlada ga je leta 1860 poslala opazovat v Madras (danes Chennai) kjer je bil 30 let predstojnik observatorija, ustanovljenega leta 1786. 16. maja 1866 je v Madrasu odkril 87. asteroid Silvija (Sylvia) s premerom 260,9 km, z obhodo dobo 6,52 leta in glavno polosjo 3,496 a.e. Odkril je vsega skupaj 9 asteroidov in 21 novih spremenljivk.
V Madrasu je Pogson delal v popolni osamljenosti od ostalih astronomov na račun prevzetnosti kraljevih astronomov. Njegovo delo je bilo dolgočasno določevanje trenutkov prehodov zvezd čez poldnevnik. V času njegovega službovanja niso namestili nobenega novega inštrumenta in tako ni mogel nadaljevati Argelanderjevega dela pri raziskovanju in katalogiziranju spremenljivk južnega neba. Leta 1899 so observatorij v Madrasu prestavili v Kodaikanal in ga preuredili v meteorološko postajo.
Njegov pomočnik na observatoriju Čintamani Ragunatačari je leta 1867 odkril spremenljivko R Mreže (Reticuli), kar je bilo sploh prvo indijsko odkritje v novejšem času.

## Priznanja

### Poimenovanja
Po njem se imenuje krater na Luni (Pogson) in asteroid glavnega pasu 1830 Pogson.
1. 1 2  SNAC — 2010.
2. 1 2  Brozović D., Ladan T. Hrvatska enciklopedija — LZMK, 1999. — 9272 p.
3. ↑  Brockhaus Enzyklopädie